# Epicalymma brittoni
Epicalymma brittoni är en kräftdjursart som beskrevs av Heron, English och Damkaer 1984. Epicalymma brittoni ingår i släktet Epicalymma och familjen Oncaeidae. Inga underarter finns listade i Catalogue of Life.